# Notenfeder
Notenfedern, auch Music-Nib oder Musikfedern genannt, sind  Schreibfedern, die erstmals in den 1930er Jahren entwickelt wurden. Sie zeichnen sich durch eine doppelt geschlitzte Feder mit zwei Luftlöchern (beziehungsweise Herzlöchern) aus. Sie wurden sowohl als Einzelfedern für Federhalter als auch in Form von Füllfederhaltern produziert.

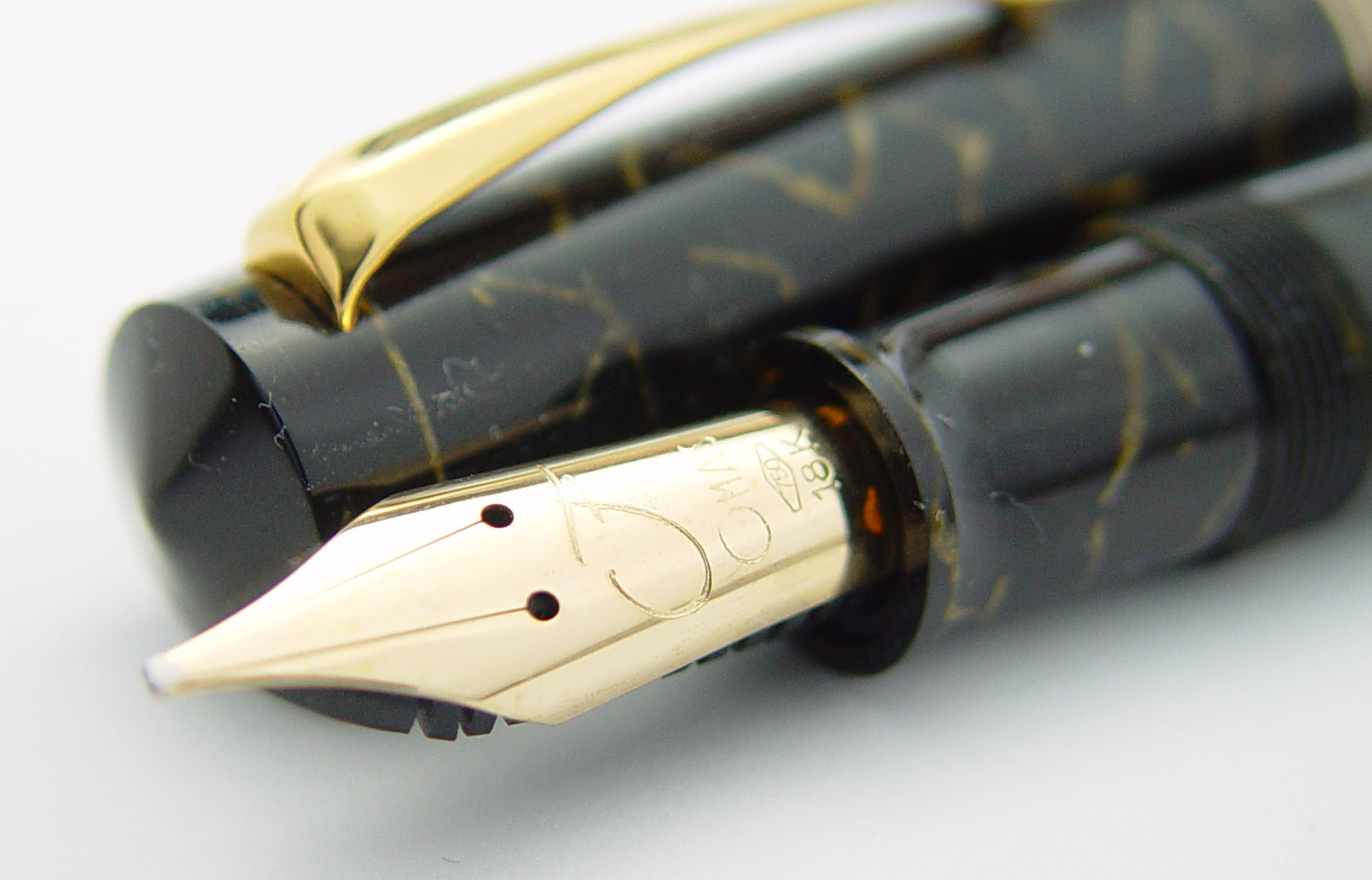
Notenfeder des Füllfederhalters „OMAS Filarmonica“

Notenfedern sind in der Regel breite, flach geschliffene Federn, deren Strichstärke sich in weiten Grenzen variieren lässt. Dadurch können mit ihr sowohl dicke Notenköpfe wie auch schlanke Notenhälse gezeichnet werden.
In der Kalligrafie können mit ihr ausgeprägte Effekte und ein sehr viel „lebendigeres“ Schriftbild erzielt werden, als beim Schreiben mit normalen Federn.
Notenfedern sind so ausgelegt, dass ein dünner Strich mit einem druckarmen oder sogar drucklosen Schreiben möglich ist. Aussetzer kommen daher bei Füllfederhaltern mit Notenfedern kaum vor. Bei stärkerem Druck erhöht sich der Tintenfluss durch die doppelten Federschlitze erheblich, und diese leiten eine bis zu doppelt so große Menge nach vorn an das Federkorn.

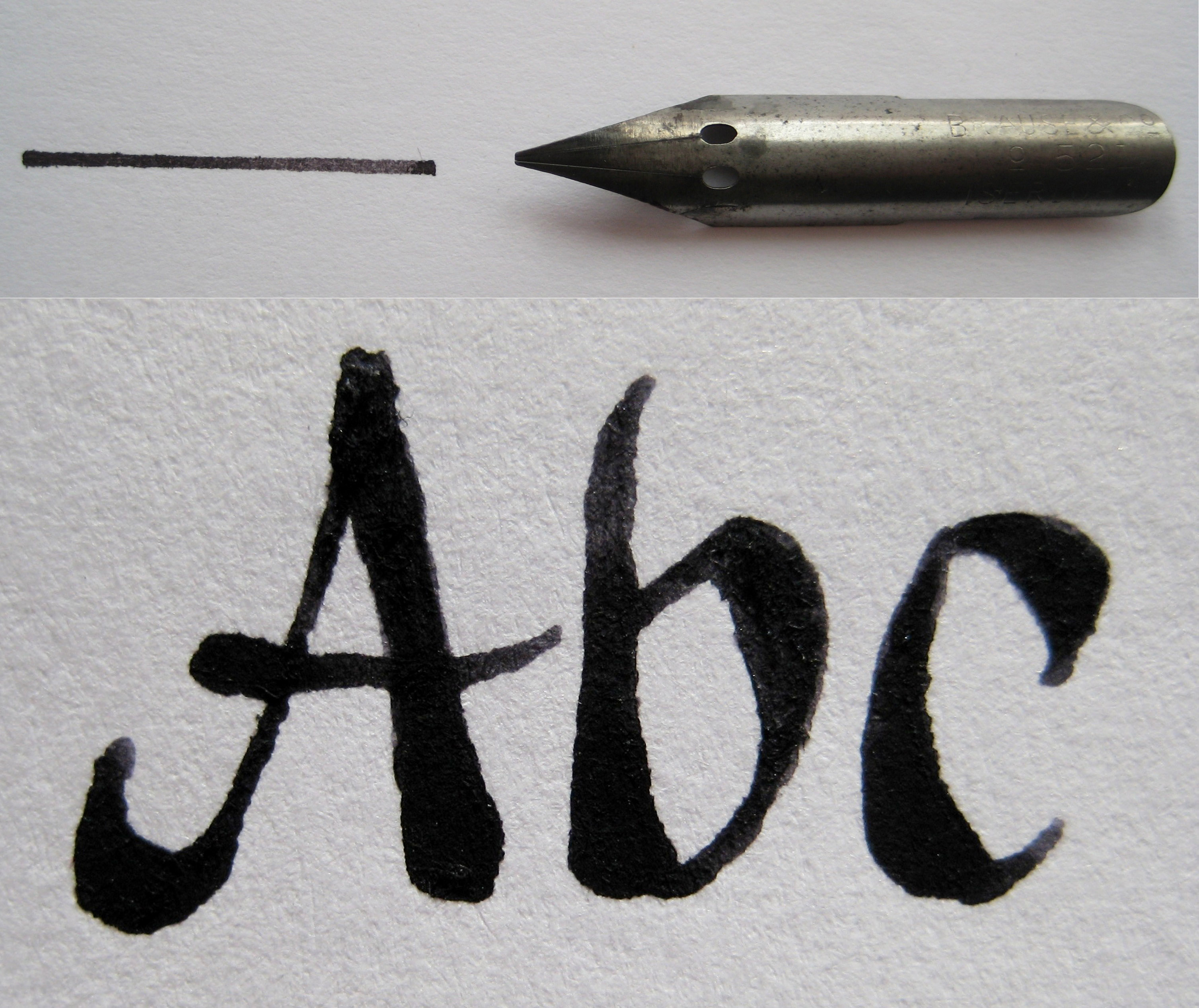
Beispiel für den Einsatz einer Notenfeder

Das Schreiben mit einer sensibel reagierenden Notenfeder ist auch deswegen gewöhnungsbedürftig, weil die Feder durch den scharfen Schliff relativ schnell verkanten kann. Schreibern, denen bereits der Umgang mit mittelbreiten kursiv geschliffenen Federn (OM) Probleme bereitet, ist von Notenfedern abzuraten.
Generell sollte man diese Federn nicht zu viel Druck aussetzen; durch die doppelte Spaltung sind die Federn zwar flexibler, verbiegen aber auch schneller.